# Universidade Federal da Bahia
Szövetségi Egyetem Bahia (Universidade Federal da Bahia, UFBA) Bahiában (Brazília) található egyetem. Bahia legnagyobb egyeteme.
A hallgatók tandíj fizetés nélkül tanulhatnak itt, mivel állami egyetem. Emiatt azonban jól kell teljesíteniük egy vizsgán, melyet évente egyszer tartanak. Akinek sikerül, ingyen tanulhat az egyetemen. Az UFBA-t 1946. április 8-án alapították. 1950-ben államosították.
Az államban a felsőfokú oktatás már 1808-ra visszavezethető, amikor az első orvostudományi iskola létrejött, a Medical School of Bahia. Ezt követte a Gyógyszerésztudományi Kar (1832), School of Fine Arts (1877), a jogi kar (1891), a politechnikum (1897), a közgazdasági kar (1905), a filozófiai, tudományos és irodalmi kar (1943), könyvtárosi kar (1942).